# Комплекс земської лікарні (Сімферополь)
Комплекс земської лікарні — комплекс будівель XIX—XX століття, пам'ятник історії та культури Сімферополя, що знаходиться в Залізнічному районі міста, в місцині Клінічне містечко.

## Опис
Один із найстаріших медичних закладів Криму та всієї України, що безперервно діють протягом майже двохсот років на одній території.

## Історія

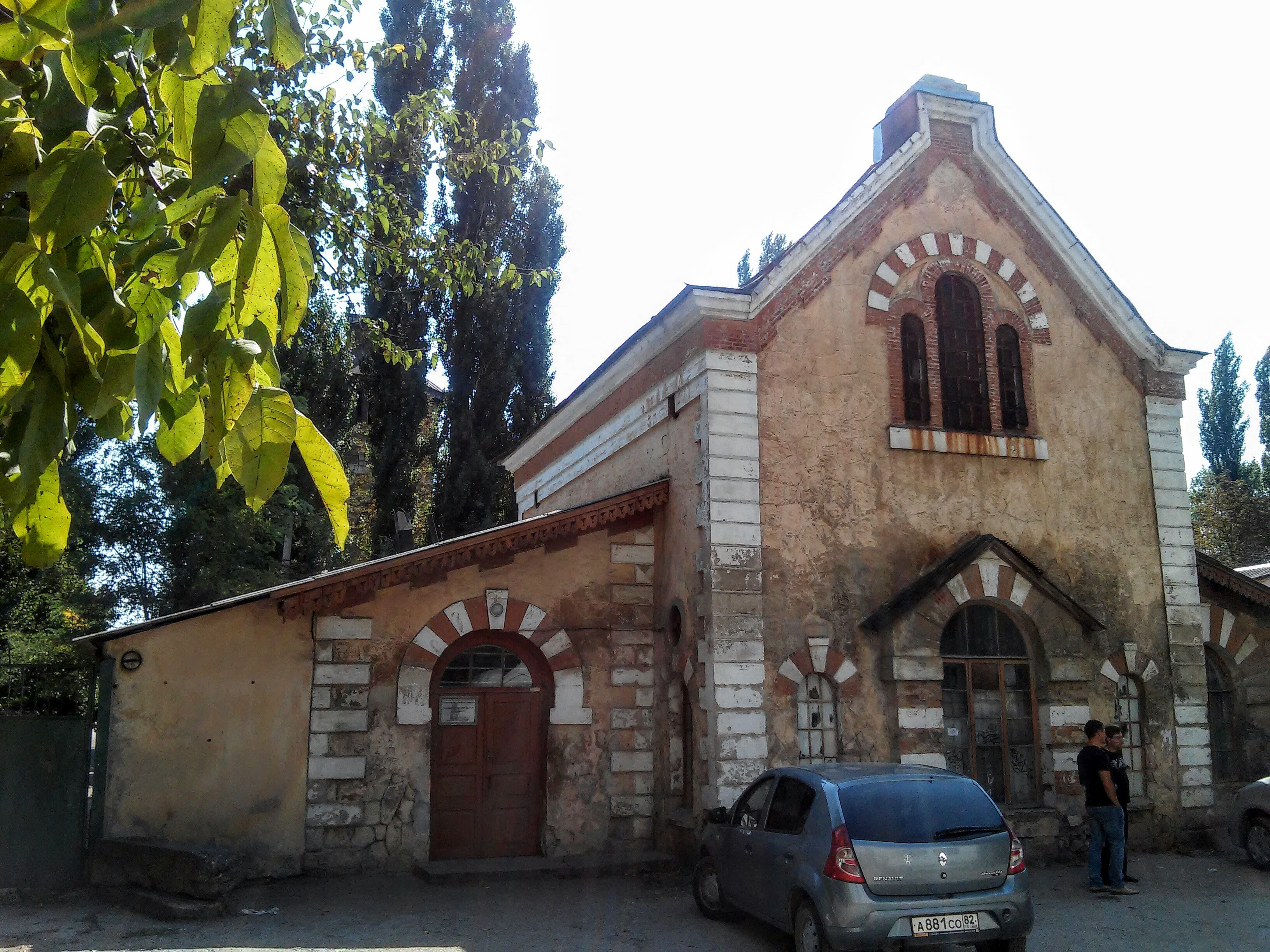
Каплиця, Церква Скорботної Божої Матері

У першій половині XIX століття при в'їзді в місто, тоді ще в полі, виник комплекс «богоугодних закладів» — земська губернська лікарня та інші громадські будинки. 3 липня 1805 року, відповідно до Указу Його Імператорської Величності, «устрій нагляду гошпіталів або лікарень для лікування хворих, слід Наказом громадського піклування намагатися заснувати оні для багатолюдних міст, поза містом, але поблизу нього вниз по річці». Тому й було обрано місце нижче міста і поряд із Салгиром.
1 листопада 1807 року в будівлі колишнього військового госпіталю та військової в'язниці було відкрито «Богоугодний заклад» на п'ятнадцять ліжок, з палатою на п'ять психіатричних ліжок, для піклування психічно хворих, безрідних дітей та богадельних.
«Богоугодний заклад» став першим медичним стаціонаром Криму. Новозбудований заклад довго обходився без хворих, лише дев'ятого березня 1808 року «у напрямку повітової поліції був прийнятий божевільний Сава Склеренко, а одинадцятого березня 1808 року госпіталізований божевільний черкес — Чаушхан». До червня 1808 року надійшло ще дві психічно хворих — жінки Олександра Михайлова та Агафія Селеванова.
Дослідники зазначали, що спочатку кримські татари відмовлялися лікуватися у побудованій лікарні. Наголошувалося, що «фанатизм переважав над переконаннями та розумом, і тому татарами переважно застосовувалася „Дува“ — універсальний засіб проти всіх хвороб людських та тварин». Дослідники відзначали, що «що б не захворіло в людини, варто привести вірш з Корану, зашитий у ганчірочку у формі трикутника, ромба, квадрата і як рукою знімає хворобу».

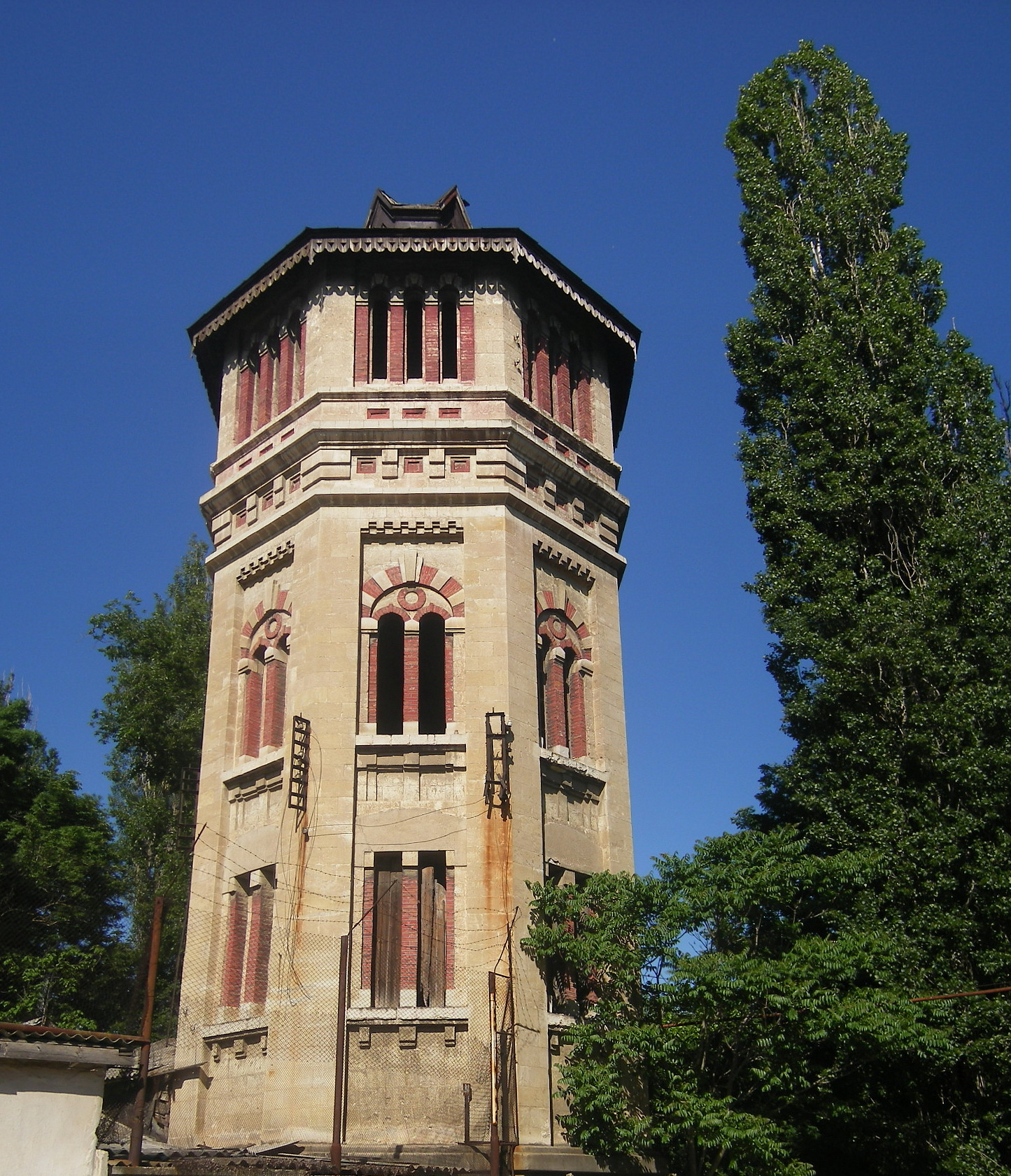
Водонапірна вежа комплексу, 2015

У 1854—1858 роках під час Кримської війни у будівлі губернської лікарні розташовувався шпиталь, де лікувалися поранені захисники Севастополя. Тут працювали хірург М. І. Пирогов, терапевт С. П. Боткін та перші сестри милосердя, про це повідомляє меморіальна дошка на будівлі.

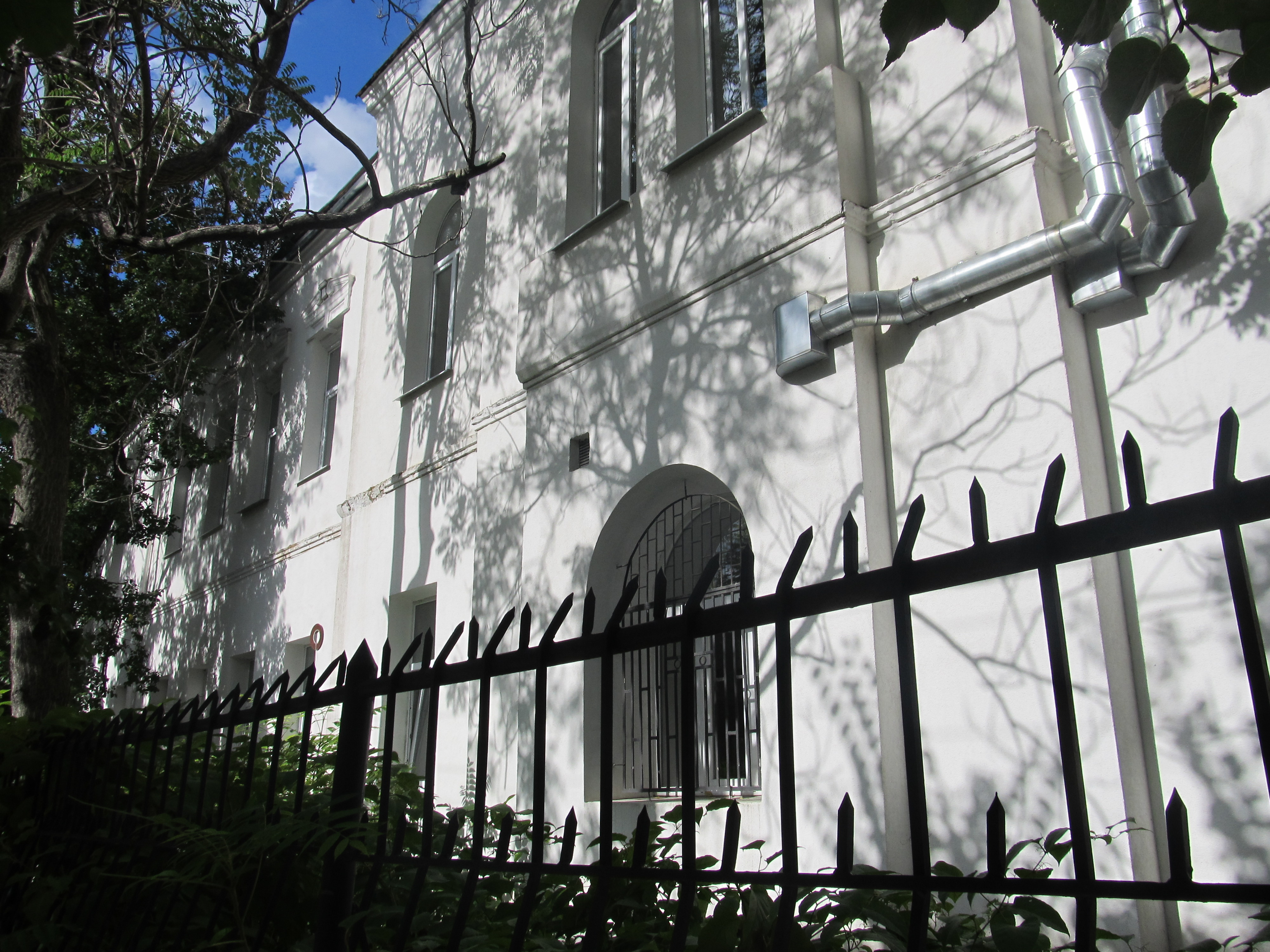
Будинок госпіталю, в якому працював М. І. Пирогов

За інформацією деяких краєзнавців у ХІХ столітті існував лікарняний цвинтар на протилежному березі річки Салгир.

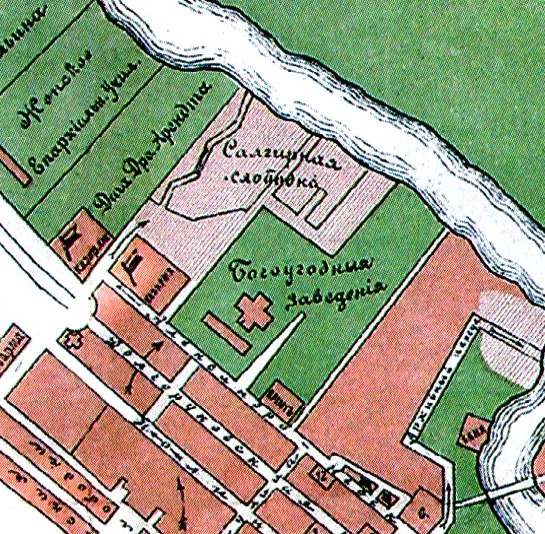
Богоугодні заклади Сімферополя на плані міста другої половини ХІХ ст.

До кінця ХІХ століття губернські богоугодні заклади на цій території складалися з лікарні на 80 осіб, відділення для божевільних на 265 осіб, богадільні на 100 осіб та пологового притулку. Їх обслуговували «6 лікарів, 3 фельдшери, 2 фельдшерки, 2 учні фельдшери, 1 акушерка, 8 наглядачів та наглядачок, крім іншого нижчого службового персоналу».
7 березня 1942 року 338 пацієнтів (за іншими відомостями 447 або 450) психоневрологічної лікарні було знищено в душогубках, а на території створено концтабір для офіцерів Червоної Армії. 12 березня 1942 року в машині гестапо головний лікар Кримської обласної психіатричної лікарні Н. І. Балабан та його дружина княжна О. О. Нелідова наклали на себе руки, прийнявши отруту. Цього ж дня окупанти повісили помічника кафедри психіатрії Г. І. Русина. Через кілька днів, при спробі арешту, асистентка Гришина наклала на себе руки, прийнявши отруту.

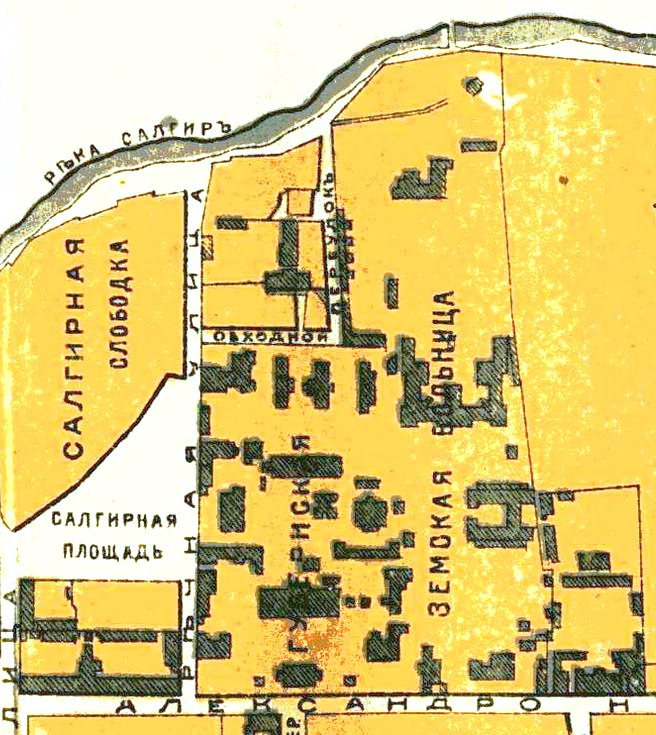
1914 рік. Губернська земська лікарня на плані Сімферополя.

У 1945 році для обласної та Сімферопольської міської експертизи Облздороввідділом було виділено колишнє приміщення моргу обласної психіатричної лікарні, і було затверджено невеликий штат моргу.
Територія колишньої земської лікарні за радянських часів називалася «Клінічне містечко» та «Лікарняне містечко».
У другій половині XX століття ця територія закріпилася за психоневрологічною клінічною лікарнею та обласним наркологічним диспансером.
Сьогодні на частині території знаходяться будівлі Кримського державного медичного університета імені С. І. Георгієвського.

## Міський фольклор
Тривале існування медичного об'єкта на цій території вплинуло на міський фольклор.
За радянських часів вулицю Олександра Невського було перейменовано на вулицю Рози Люксембург. Місцевий вислів «на Розочку» еквівалентно «відправитися в психлікарню».
Також існує міський містичний фольклор пов'язаний з існуванням на цій території психоневрологічної лікарні та міського моргу.

## Пам'ятники історії та культури
| № п/п | Охоронний (обліковий) номер | Найменування пам'ятника, дата                                         | Адреса                                               | Нормативний документ про облік культурної спадщини (ОКН)                    | Охоронна зона |
| ----- | --------------------------- | --------------------------------------------------------------------- | ---------------------------------------------------- | --------------------------------------------------------------------------- | --- |
| 1     | 4792-АР                     | Каплиця, 1903                                                         | вул. Олександра Невського, 27, літер «1Д»            | Наказ Міністерства культури України від 22.11.2012 № 1364                   | Рішення Кримського облвиконкому від 22.05.1979 № 284 (радіус охоронної зони — 50 метрів, розташовується в кварталі, обмеженому вул. Річній, Олександра Невського і територією лікарні)                                                              |
| 2     | 4794-АР                     | Водонапірна вежа, 1909                                                | вул. Олександра Невського, 27, литер «1Р»            | Наказ Міністерства культури України від 22.11.2012 № 1364                   | Рішення Кримського облвиконкому від 22.05.1979 № 284 (радіус охоронної зони — 50 метрів, розташовується в кварталі, обмеженому вул. Річній, Олександра Невського і територією лікарні)                                                              |
| 3     | 4793-АР                     | Лікувальний корпус, 1901                                              | вул. Олександра Невського, 27, литер «Ю»             | Наказ Міністерства культури України від 22.11.2012 № 1364                   | Рішення Кримського облвиконкому від 22.05.1979 № 284 (радіус охоронної зони — 50 метрів, розташовується в кварталі, обмеженому вул. Річній, Олександра Невського і територією лікарні)                                                              |
| 4     | 123-АР                      | Будівля шпиталю, в якому працював М. І. Пирогов, початок XIX століття | вул. Олександра Невського, 27, литер «Б», корпус № 3 | Наказ Міністерства культури і туризму України від 24.09.2008 № 1001/0/16-08 | Рішення Кримського облвиконкому від 22.05.1979 № 284 (радіус охоронної зони — 50 метрів, розташовується в кварталі, обмеженому вул. Річній, Р. Люксембург і територією лікарні) Рішення Кримського облвиконкому від 15.01.1980 межах площі будівлі) |